# Ledarön
Ledarön este o arie protejată (arie specială de conservare — SAC, sit de importanță comunitară — SCI) din Suedia întinsă pe o suprafață de 230,5 ha, integral pe uscat.

## Localizare
Centrul sitului Ledarön este situat la coordonatele 59°02′05″N 17°38′34″E / 59.0346°N 17.6427°E.

## Înființare
Situl Ledarön a fost declarat sit de importanță comunitară în iunie 2001 pentru a proteja un număr necunoscut de specii din flora spontană și fauna sălbatică aflate în arealul zonei. Situl a fost protejat și ca arie specială de conservare în martie 2011.

## Biodiversitate
Situată în ecoregiunile boreală și marină baltică, aria protejată conține 6 habitate naturale: Golfuri mici largi și golfuri puțin adânci, Pășuni din zone de pădure fino-scandinave, Păduri de stejar sau de stejar și carpen sub-atlantice și medio-europene de Carpinion betuli, Pășuni de coastă din Baltica boreală, Pajiști fino-scandinave uscate până la mezice, bogate în specii de altitudine mică, Păduri caducifoliate bătrâne naturale hemiboreale fino-scandinave (Quercus, Tilia, Acer, Fraxinus sau Ulmus) bogate în specii epifite.
La baza desemnării sitului se află un număr nedeclarat de specii protejate.